# Euphemia Leslie
Euphemia Leslie, född 1508, död 1570, var en skotsk abbedissa. Hon var föreståndare för Elcho kloster vid Perth 1526-1570. 
Hon var utomäktenskaplig dotter till prästen Walter Leslie och fick 1526 påvlig dispens för att bli föreståndare för klostret, trots sin ålder, börd och det faktum att klostret redan hade en föreståndare. Hon erövrade klostret med en armé stödd av sin bror och hundratals anhängare. 1560 genomfördes reformationen i Skottland. I sitt testamente inrättade hon en pensionsinrättning för de före detta nunnor som fanns kvar i klostret. Det är det första testamente av en skotsk abbedissa som finns bevarat.  